# Mount Pleasant (Michigan)
Mount Pleasant è un comune degli Stati Uniti d'America, situato nello Stato del Michigan, nella Contea di Isabella, della quale è il capoluogo.